# Штабс-капитан

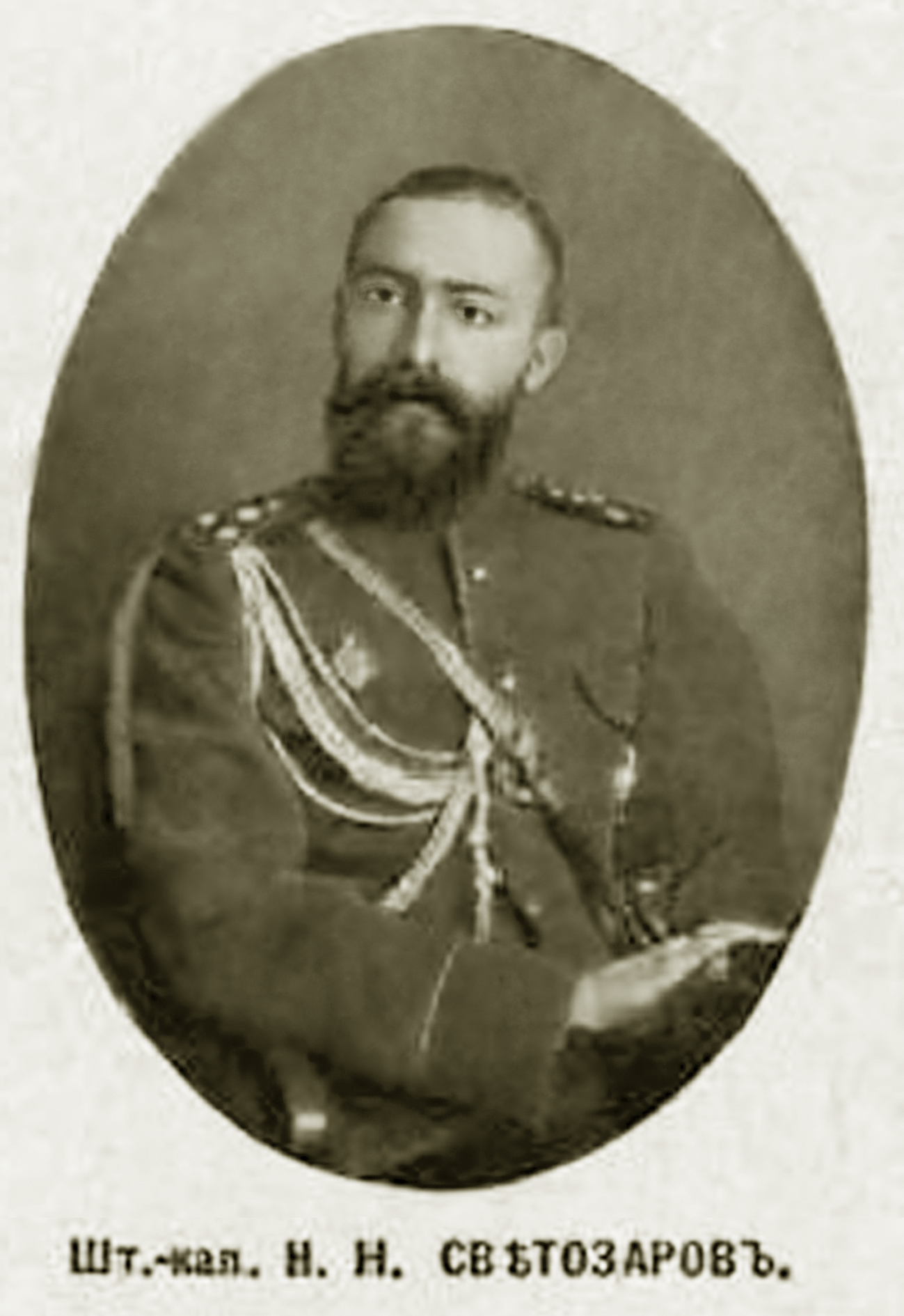
Штабс-капитан Егерского лейб-гвардии полка Николай Николаевич Светозаров (1885—1914).

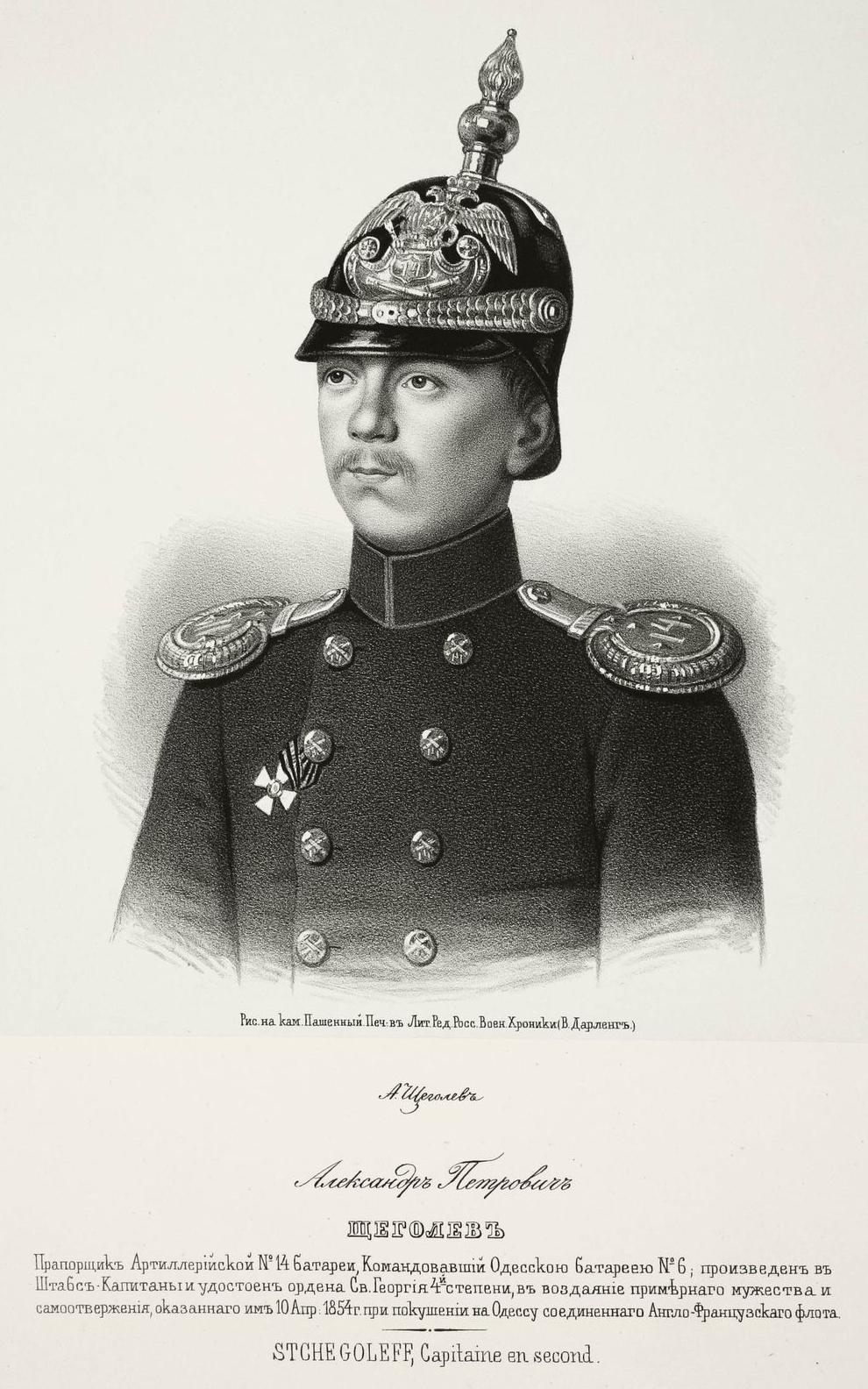
Штабс-капитан А. П. Щёголев, 1858 г.

Штабс-капита́н (нем. Stabskapitän) — обер-офицерский чин в Русских гвардии (штабс-капитан гвардии) и армии (штабс-капитан армии), а также звание в армиях других государств.
В Русских гвардейской и армейской кавалерии ему соответствовал чин штабс-ротмистра (гвардии и армии), а в казачьих войсках — подъесаула, в гвардейских казачьих частях (подъесаул гвардии).

## История
В Русских гвардии и армии чин был введён 7 января 1797 года, до этого (с 1705 года) существовал соответствующий чин капитан-поручика (при Петре I — также капитан-лейтенанта).
Ещё до 1797 года штабс-капитанами неофициально называли капитан-поручиков, которые командовали так называемыми «штабскими» ротами, номинальными командирами которых были штаб-офицеры полка.
До 1884 года чин относился к 10-му классу, с 1884 года — к 9-му классу Табели о рангах. Первоначально по должности штабс-капитан был заместителем командира роты по строевой части.
Нормой обращения к штабс-капитанам было «Ваше Благородие», но к штабс-капитанам гвардии полагалось обращаться уже «Ваше Высокоблагородие».
В Русской императорской армии (а также и в Белой армии) штабс-капитан младше капитана, но в других старых и нынешних вооружённых силах государств (например, в Бундесвере) штабс-капитан (штабс-гауптман) старше капитана.
Звание штабного капитана (Štábní kapitán) было в Чехословацкой народной армии до 1952 года.

## Должности
- Командир роты (двух из четырёх в батальоне). Согласно штатам, в батальонах имелось четыре роты, при этом, как правило, два командира рот были в чине капитана, два командира рот — в чине штабс-капитана[12]. Согласно закону Российской Империи № 54273 за 1875 г. половина командиров рот состояли в чине капитана, половина в чине штабс-капитана[13][14].
- Командир нестроевой роты полка (обоз, писари, кашевары, и так далее).
- Полковой адъютант, квартирмейстер, казначей[15].

Примерно соответствует званию капитана вооружённых сил Союза ССР и России.
| младший чин (войсковое звание): Поручик | Штабс-капитан (Штабс-ротмистр) | старший чин (войсковое звание): Капитан |

## Знаки различия штабс-капитана
Образцы знаков различий штабс-капитана формирований Вооружённых силах Российской империи
| Знаки различия | РГ и РИА      | РГ и РИА              | РГ и РИА             |
| -------------- | ------------- | --------------------- | -------------------- |
| Погоны эполет  |               |                       |                      |
|                |               |                       |                      |
|                | Эполет (1904) | Погон стрелков (1907) | Полевой погон (1914) |

## В литературе
- Александр Куприн. «Штабс-капитан Рыбников Архивная копия от 20 апреля 2021 на Wayback Machine»
- Владислав Худяков. «Штабс-капитан»
- Михаил Лермонтов. «Герой нашего времени» (Максим Максимыч)